# Comendador Gomes
Comendador Gomes é um município brasileiro do interior do estado de Minas Gerais, Região Sudeste do país. De acordo com o censo de 2022, sua população naquele ano era de 2 773 habitantes.

## História
O distrito de Comendador Gomes foi criado em 1923 e elevado à categoria de município em 1948, desmembrando-se de Frutal

## Geografia
Localiza-se na Mesorregião do Triângulo Mineiro. 